# Survivor (Randy Bachman)
Survivor is het tweede studioalbum dat de naam Randy Bachman draagt. Het is opgenomen in een periode dat Bachman The Guess Who en Bachman-Turner Overdrive achter zich had gelaten en op weg was naar Ironhorse. Bachman nam met collegae in Hollywood (Studio 55A en Sunset Sound 2) een conceptalbum op met als thema de opkomst en ondergang van een rockzanger. In de openingstrack (Just a kid) probeert de zanger zijn inspiratiebronnen weer te geven: Elvis Presley, The Beatles, The Beach Boys en Jimi Hendrix Experience. Tevens haalt hij muziekfestivals Woodstock en Monterey Pop Festival aan. In Survivor constateert hij dat veel van zijn collegae al zijn overleden; hij is er nog. 
Het album, dat in 2005 op compact disc werd uitgebracht door Cherry Red Records, wist bij beide uitgaves geen plaats in de albumlijsten te bemachtigen. AllMusic kwam terugkijken niet verder dan 2 sterren uit 5, OOR's Pop-encyclopedie (versie 1982) besteedde geen aandacht aan de solocarrière van Randy Bachman, wel aan opvolger Ironhorse. 

## Musici
- Randy Bachman – gitaren, zang
- Burton Cummings – toetsinstrumenten, zang (collega uit Guess Who)
- Jeff Porcaro – drumstel, elektronische drums (drummer van Toto)
- Tom Scott – saxofoon (Is the night too cold for dancin’) en lyricon (Maybe again)
- Ian Gardiner – basgitaar
- Patti Brooks , Becky Lopez, Petsye Powell – achtergrondzang (You moved me, Is the night too cold for dancin’ en Survivor)

## Muziek
| Nr. | Titel                                             | Duur |
| --- | ------------------------------------------------- | ---- |
| 1.  | Just a kid (Randy Bachman)                        | 3:21 |
| 2.  | One hand clappin’ (Randy Bachman)                 | 3:54 |
| 3.  | Lost in the shuffle (Randy Bachman)               | 4:44 |
| 4.  | Is the night too cold for dancin’ (Randy Bachman) | 3:57 |
| 5.  | You moved me (Randy Bachman)                      | 3:26 |
| 6.  | I am a star (Randy Bachman)                       | 5:20 |
| 7.  | Maybe again (Randy Bachman)                       | 6:20 |
| 8.  | Survivor (Randy Bachman)                          | 3:01 |